# Kopeisk
Kopeisk (en ruso: Копе́йск) es una ciudad del óblast de Cheliábinsk, Rusia ubicada al sureste de Cheliábinsk, la capital del óblast. Su población en el año 2010 era de 136 900 habitantes.

## Historia
Se fundó en 1928. Su economía está basada en el carbón y en la ingeniería mecánica. Es una ciudad satélite de Cheliábinsk.